# Bété szótagírás
A bété szótagírást az 1950-es években Frédéric Bruly Bouabré művész alkotta meg az elefántcsontparti (nyugat-afrikai) bété nyelvhez.

Körülbelül 440 képírásos karakterből áll, amelyek életképeket ábrázolnak, és a bété nyelv szótagjait jelölik. Bouabré azért alkotta meg, hogy segítsen a bété népnek megtanulni olvasni a saját nyelvükön.

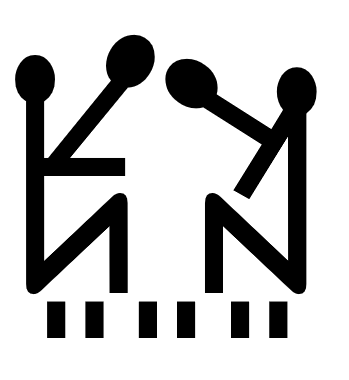
bhɛ
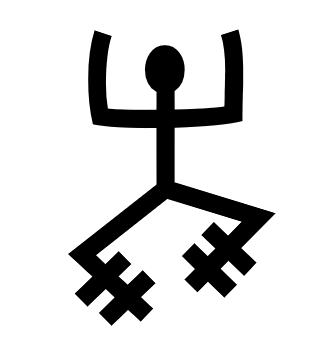
dje
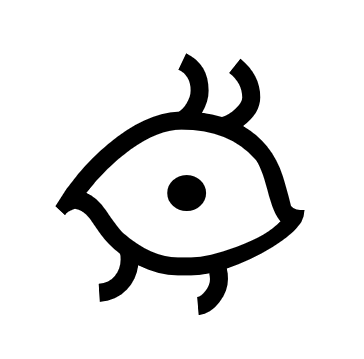
dji
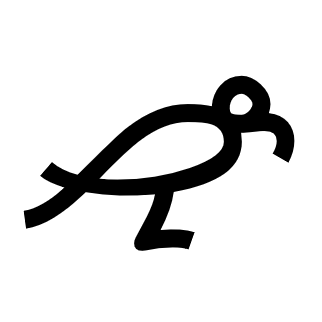
kpɛ

## Történelem

### Bété nyelv
Elefántcsontparton 3 millió bété él, és nyelvüket nem tanítják az iskolákban. A bété nyelvek számára korábban nem létezett írásrendszer; minden oktatás francia nyelven folyik. A bété nyelvnek öt fő nyelvjárása van. A szótagírást általában olyan nyelveknél használják, ahol a szótagok kombinálásának egyszerű szabályai vannak;  az angol nyelv például nem lenne alkalmas szótagírással történő leírásra, mert több mint tízezer különböző lehetőség van az egyes szótagok számára.

### Frédéric Bruly Bouabré
Bouabré az elsők között volt, akiket a francia kormány taníttatott. Miközben köztisztviselőként dolgozott, több száz kisebb vázlatot készített, amelyeken a helyi folklórból és saját látomásaiból merített. A köztisztviselői munkát 1948-ban hagyta abba, egy látomás hatására, amelyet ugyanazon év március 11-én kapott, hogy teljesen a művészetnek szentelje magát.
Korábbi művészetében nagy szerepet játszott a bétéi kultúra megőrzése és rendszerezése iránti vágya. Yacouba Konate műkritikus megemlíti, hogy a látomás után rájött, hogy egy afrikai írásrendszert kell kifejlesztenie, amellyel dolgozhat. Úgy vélte, hogy ez lehetővé tenné számára a bétéi kultúra jobb feltérképezését.
A "La Méthodologie de la Nouvelle Écriture Africaine "Bété", a mű, amelyben Bouabré először katalogizálta írásrendszerét, eredetileg egy jegyzetfüzetbe íródott. Nagyszabású enciklopédikus műve, amelyért "Cheik Nadro"-nak nevezte magát, ami annyit jelent, hogy "az, aki soha nem felejt", 400 golyóstollal és zsírkrétával rajzolt kis képből áll. Ezek szimbolikus képeket ábrázolnak, körülöttük szöveggel.

## Jelenlegi használat
Bouabré azt tervezte, hogy írásrendszerét egyetemes használatra szánja, nem csak a bété nép, hanem az egész világ számára.  Ez azonban nem valósult meg. Művét azonban általános elismerés övezi e tekintetben; Schuster úgy jellemezte, hogy az emberi lét egyetemes természetét mutatja be. A szótagírást oktatási célokra használják, hogy a Bété nép tagjai saját nyelvükön tanulhassanak. A latin ábécét azonban még mindig szélesebb körben használják.
Dodo Bai, Frédéric Bruly Bouabré tanítványa egy francia Wikipedia-cikk kézzel írott fordítását készítette Bouabré írásrendszerével. Számítógépen generált változatot még mindig nem lehet készíteni: még mindig nem része az unicode-nak a szótagírás, bár létezik egy PUA (Private Use Area) változat,  amely némi támpontot ad arra, hogyan nézhetne ki egy hivatalos Unicode változat.
Debbie Anderson, a Berkeley-i Kaliforniai Egyetem Script Encoding Initiative munkatársa olyan munkaterveket bocsátott rendelkezésre, amelyek hasznosak lehetnek a bété szótagírás Unicode-ban való megjelenítéséhez.

## A szótagjelek csoportosítása
A szótagírásokban egy szótagot általában egy jel képvisel. A bété szótagírásban egy szótagot több jellel is le lehet írni.
1. Egy szótagjel (jelöljük ezt "A"-val) - a többség ilyen.
2. Kétszer ismétlődő jel,, „AA”
3. Kettős szótagjel, amely egyetlen karakter ismétlésével jön létre, nem vízszintesen.
4. Kettős jel, amely két különböző szótagjel megismétlésével keletkezik "AB".
5. Hangsúlyt vagy a kiejtést jelző mellékjelek.

A ↝ kötőjelként működik, így megkülönbözteti a kétjegyű szótagjeleket az egy jellel leírhatóktól.
Több mint 20 szótagjel van, amelyhez nem létezik egyjegyű írásjegy.

## Példák

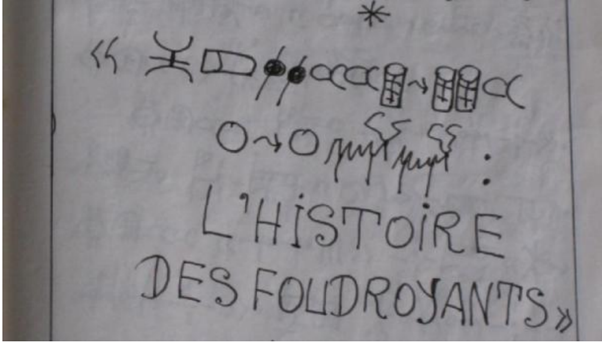
Kép Frédéric Bruly Bouabré szótagírásából

Figyeljük meg, hogy a ↝ nyíl itt hogyan választja el az egyjegyű szótagjelet az azonos hangot jelentő kétjegyű jelektől: azaz "A+AA", és nem "AAA", mert az nem lenne nyelvtanilag helyes.

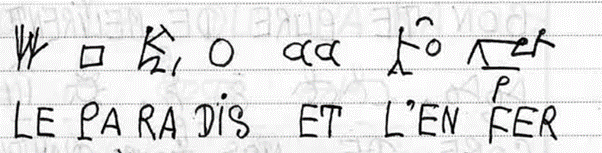
Újabb kép Frédéric Bruly Bouabré szótagírásából

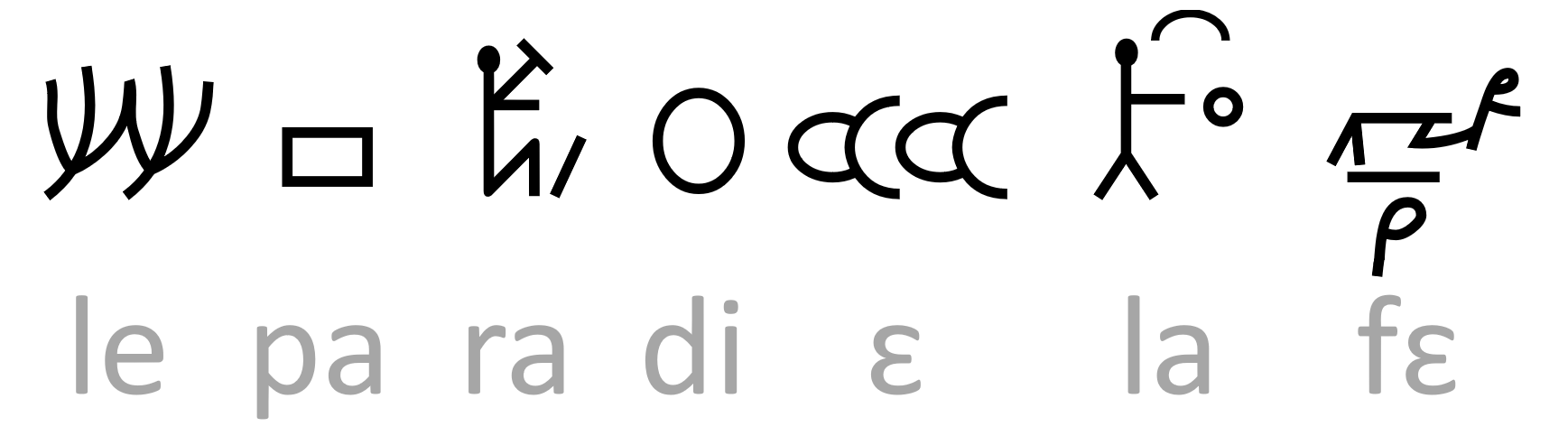

Íme egy bemutató, hogyan működik. A szótagjelek nincsenek elválasztva egymástól. Az utolsó jel "fer" jelentése "vas", az "et" jelentése "és". Az "és"-nek megfelelő írásjegy két különálló jelből áll. Mindkét esetben figyeljük meg, hogy a jelek piktogramok, hogy mit jelentenek. Ez azonban egy szótagírás, így például a ra nem szó, hanem szótag (lásd rébusz elv). A két különböző jel a "dis" szót alkotja meg, amely azt jelenti, "mondani".

## Fordítás
Ez a szócikk részben vagy egészben  a   Bété syllabary című angol Wikipédia-szócikk ezen változatának fordításán alapul.  Az eredeti cikk szerkesztőit annak laptörténete sorolja fel. Ez a jelzés csupán a megfogalmazás eredetét és a szerzői jogokat jelzi, nem szolgál a cikkben szereplő információk forrásmegjelöléseként.